# Dobriwljany (Stryj)
Dobriwljany (ukrainisch Добрівляни; russisch Добровляны/Dobrowljany, polnisch Dobrowlany) ist ein Dorf in der westukrainischen Oblast Lwiw mit etwa 830 Einwohnern. Seit 2020 ist sie Teil der Stadtgemeinde Stryj, vorher war es eine eigenständige Landratsgemeinde.

## Geschichte
Der Name Dobriwljany ist abgeleitet von der ukrainischen Bezeichnung für Eichenwald (Дуброва / Dubrowa bzw. Диброва / Dybrowa, polnisch dąbrowa), woraus sich der polnische Name Dobrowlany, durch Veränderung der ukrainischen Form und nachträgliche Bedeutungsübertragung (Adideation) hin zu einer Ableitung des polnischen Worts dobry (gut) entwickelte, woraus sich wiederum der heutige ukrainische Name bildete.
Bei der Ersten Teilung Polens kam das Dorf 1772 zum neuen Königreich Galizien und Lodomerien des habsburgischen Kaiserreichs (ab 1804).
Im Jahr 1871 entstand dort eine Siedlung der Mennoniten. Ab 1909 gehörten sie zur Gemeinde Kiernica-Lemberg.
Im Jahre 1900 hatte die Gemeinde Dobrowlany 81 Häuser mit 488 Einwohnern, davon waren 471 ruthenischsprachig (ukrainischsprachig), 15 deutschsprachig, 2 polnischsprachig, 457 waren griechisch-katholischer, 19 israelitischer, 3 römisch-katholischer Religion, 9 anderen Glaubens.
Nach dem Ende des Ersten Weltkriegs 1918 und dem Zusammenbruch der k.u.k. Monarchie kam die Gemeinde zu Polen. 
Im Zweiten Weltkrieg gehörte es zuerst zur Sowjetunion und ab 1941 zum Generalgouvernement, ab 1945 wieder zur Sowjetunion, heute zur Ukraine.

## Sehenswürdigkeiten

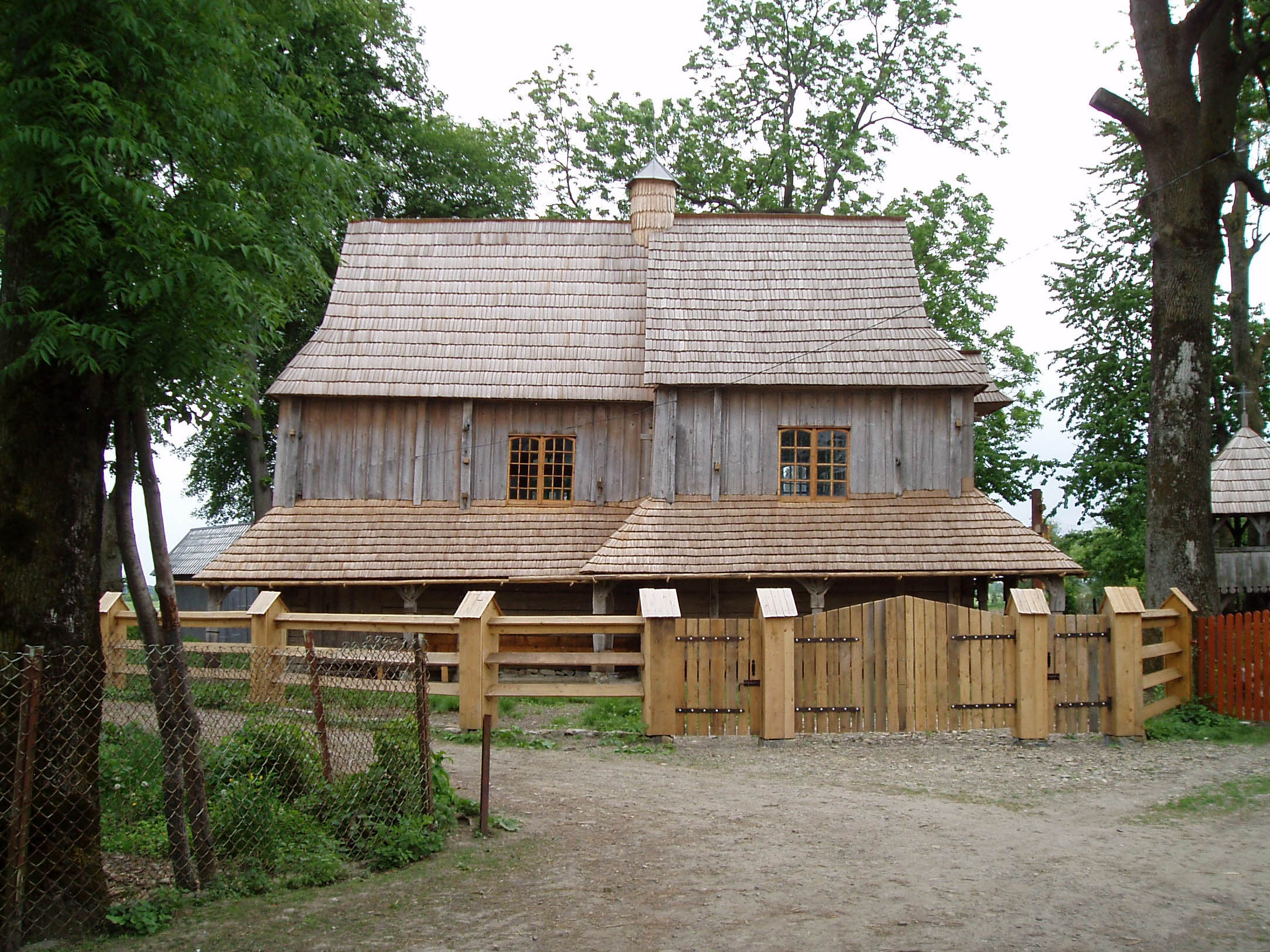
Ortskirche

- Griechisch-katholische Holzkirche (18. Jahrhundert)[4]